# 圣迈克尔 (阿拉斯加州)
圣迈克尔（英語：St. Michael），是美国阿拉斯加州的一座城市。该市的人口在2000年为368人，2010年有401人。人口在阿拉斯加州排行第72。